# برهمین
برَهمین (انگلیسی: Brahmin) گونه‌ای وارنا و طبقه در آیینِ هندو و به‌عنوانِ آموزگار، روحانی و محافظانِ سنت‌های مقدسِ پیشین است.
برَهمین‌ها به‌طور سُنتی، مسئولِ مراسم‌های مذهبی در معابد بودند و نیز به‌عنوانِ واسطه میانِ خدایانِ معبد و مردمان عمل می‌کردند.